# Hand of Death
Hand of Death, Hongkong-film från 1976 skriven och regisserad av John Woo. Huvudpersonerna spelas av Tan Tao-liang och James Tien men även Jackie Chan och Sammo Hung har betydande roller. Hung var även actionkoreograf och Yuen Biao används flitigt som stuntman.

## Handling
Qingdynastin vill styra hela Kina men runt om i landet finns det rebeller som inte tänker tillåta detta. En av dessa rebeller, Zhang Yi, vandrar genom ett område kontrollerat av Shih Shao-Feng, en tidigare shaolinmunk som numer smider planer på att förgöra Shaolintemplet och dess anhängare innan det blir för mäktiga.
Vi får följa en av dessa munkar, Yun Fei, som sänds ut av templet för att försvara Zhang Yi. På sitt uppdrag allierar han sig med en grupp människor som av olika skäl vill se Shih död. Men det blir inget lätt uppdrag, Shih är enormt skicklig och dessutom är han ständigt omgiven av sina livvakter - de Åtta tigrarna.

## Om filmen
Detta är en av Jackie Chans första filmer där han spelar en större roll.

## Rollista (urval)
| Tan Tao-liang | – Yun Fei                                 |
| James Tien    | – Shih Shao-Feng                          |
| Jackie Chan   | – Tan Feng                                |
| Sammo Hung    | – Du Cheng                                |
| Yuen Biao     | – Lönnmördare dödad av Shih samt stuntman |